# Amarna Miller
Amarna Miller (Madrid, 29 ottobre 1990) è un'ex attrice pornografica e attivista spagnola; fortemente focalizzata su quest'ultima attività, ha tenuto discorsi e scritto articoli e guide per i diritti delle prostitute. Il suo nome d'arte è una combinazione di una regione orientale del fiume Nilo chiamata Amarna e dello scrittore Henry Miller.

## Carriera
Ha debuttato nel cinema per adulti all'età di 19 anni, in un film diretto e prodotto da lei stessa. Ha lavorato per 5 anni con la sua società di produzione, Omnia-X.5.
Dopo la chiusura nel 2013 di Omnia-X, ha concluso i suoi studi artistici presso l'Università europea di Madrid, per poi trasferirsi negli Stati Uniti dove ha continuato la sua carriera di attrice pornografica.
Ha registrato più di 400 scene di film per adulti, lavorando con società di produzione come Private, Marc Dorcel, Bang Bros, Erika Lust, Blacked e Sex Art. Nel 2015 partecipa alla seconda edizione di DP Star, un talent edito da Digital Playground.
Un concetto da lei ampiamente utilizzato è quello della pornografia etica, basato sul rispetto per attori e attrici: salari, contratti, condizioni di lavoro, ecc. Al festival Primera Persona 2015, ha spiegato che questi diritti sono lungi dall'essere rispettati, e che solo negli Stati Uniti esistono meccanismi per controllare e denunciare tali irregolarità. Continua ad approfondire questo argomento con due conferenze nel 2017: la prima nella Sala Sentidos de Colombia e la seconda ad Ames (La Coruña), in un convegno sull'uguaglianza e la prevenzione della violenza di genere. Nello stesso anno annuncia il ritiro dalle scene alla ricerca di nuovi stimoli

## Libri
Nel 2015 ha pubblicato il suo primo libro intitolato Manual de psiconáutica con l'editore Lapsus Calami, la cui professionalità e le cui procedure di editing sono state messe in discussione pubblicamente sia da lei che da altri autori.
Nel 2018, ha pubblicato in formato digitale La guía responsable para hablar del trabajo sexual en los medios, che contiene interviste con Valérie May, Shirley McLaren e Natalia Ferrari.

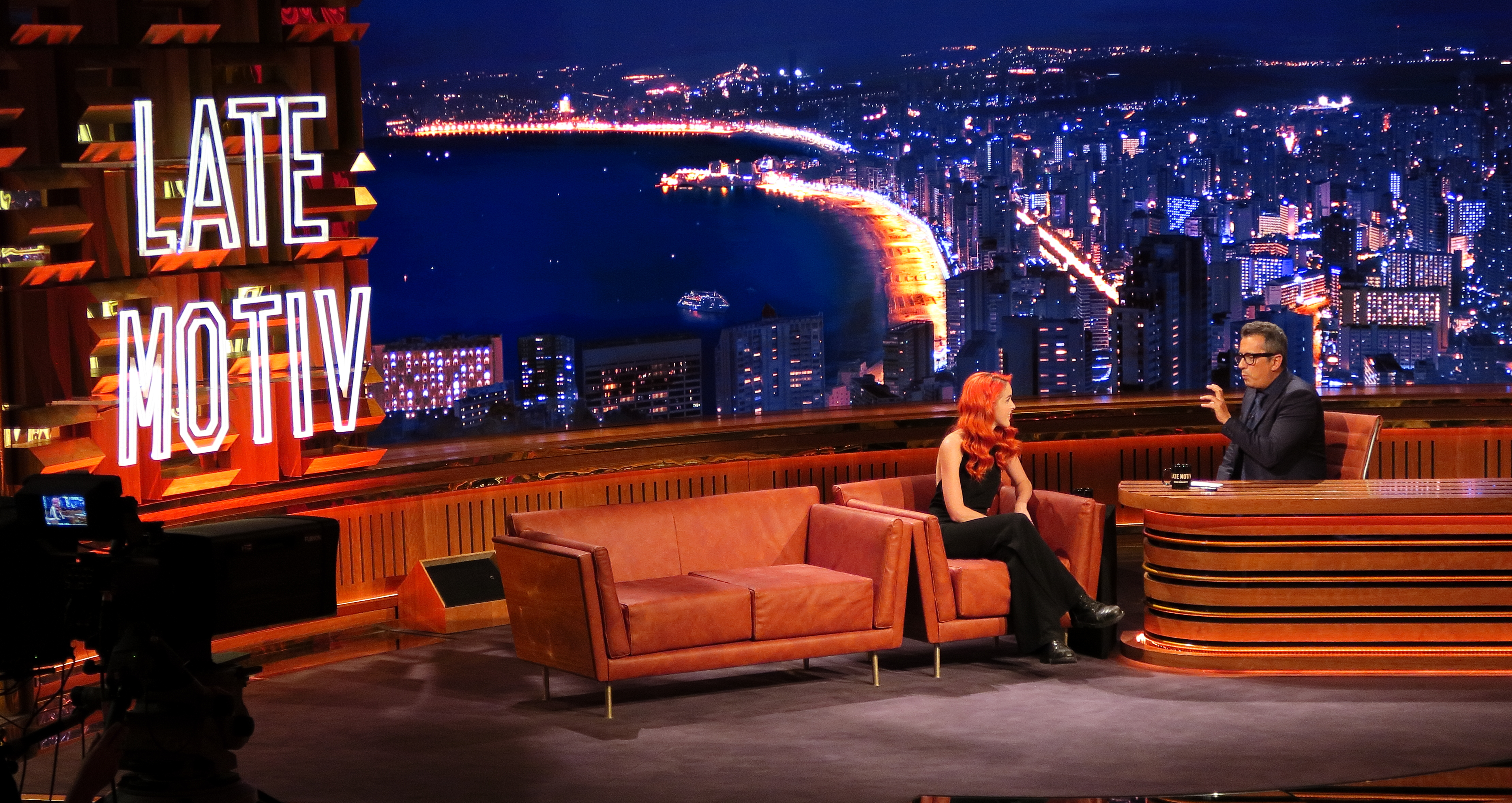
Amarna Miller nello show spagnolo Late Motiv

## Polemiche
È stata la portavoce e protagonista del controverso spot promozionale del Barcelona Erotic Show 2016. La pubblicità, chiamata Patria e premiata con il Leone d'argento al festival Lions di Cannes, critica la società spagnola riguardo al rapporto con la sessualità.

## Riconoscimenti
- Premio TEA come migliore attrice (2017)
- Premio Ninfa per il migliore website personale (2015 y 2016)
- Premio Ninfa come miglior attrice spagnola (2014)
- Nomination AVN come artista straniera dell'anno (2016 y 2017)
- Nomination TEA come miglior scena TS (2016)
- Nomination DDF come BDSM sex goddess (2015)
- Nomination Ninfa come attrice rivelazione (2013)